# Roanoke sziget
A Roanoke sziget (angolul: Roanoke Island) az Amerikai Egyesült Államok keleti partvidékén, Észak-Karolinában, Dare megyében található. Nevét az angol betelepedés korában itt lakó algonkin indián törzsről kapta.
A sziget 13 km hosszú és 3,2 km széles, a szárazföld és a Nags Head zátonyszigetei között található. Északon Albemarle megye, délen Wanchese CDP, keleten Roanoke megye, nyugaton Croatan régió található. Északi felén fekszik Manteo városa, ami egyben Dare megye székhelye is. Szintén a sziget északi részén fekszik a Fort Raleigh történelmi emlékhely. Szigeten 46,5 km2-en 6724 fő lakik a 2000. évi népszámlálási adatok szerint.
A szigetet a 64-es főútvonal köti össze az Outer Banks-szel és a szárazfölddel. A sziget fő vonzerejét a vízi és pihenőterületek jelentik, valamint egy szabadtéri színház és a történelmi emlékhelyek.
A lakosságot a Dare Megyei Testület vezeti, ami az 1. Észak-Karolinai Kongresszusi Körzet része.

## A név eredete
A szigetet angol telepesek nevezték el az akkor már mintegy 800 éve itt élő roanoke indiánok után. A Roanoke név a virginiai algonkin nyelvjárásból származtatható, a jelentése nagyjából „kagylóból készült fehér gyöngyök”. Ezek a fehér gyöngyök ékszerként és fizetőeszközként szolgáltak a virginiai algonkin törzsek területén.
John Smith, Jamestown egyik első kormányzója így írt a név eredetéről:
Cuscarawaoke, ahol oly sok Rawnranoke készül, mi akkora békétlenséget szült a vadak között, mint az arany és ezüst a keresztényeknél...
Az idézet szövege szerint a Rawnranoke a terméket és nem a népet jelenti. A nép az angolok körében a kagylóval való kereskedelméről lett ismert. A roanoke indiánok feltehetőleg a kontinens más területeire is exportálták a kagylókat és más készítményeiket.

## Történelem

### Áttekintés
A sziget évezredek óta lakott terület. 1983-as régészeti feltárások szerint több kultúra is élt az i. e. 8. évezred óta. Wanchese már az angolok megjelenése előtt 1500 évvel időszakos horgászfalu volt. nyelvi és archeológiai bizonyítékok szerint a roanoke indiánok ősei i. e. 400 körül váltak önálló néppé.
Sir Walter Raleigh 1585-ben alapította meg Roanoke telepet a szigeten. Ide 1587-ben nagyjából 120 fő, férfiak, nők és gyerekek érkeztek. Röviddel ezután Eleonora Dare, John White kormányzó felesége életet adott Virginia Dare-nek, aki az első észak-amerikai születésű angol gyermek. A kormányzó azon évben visszatért Angliába készletekért.
A küszöbön álló háború miatt White csak 1590-ben térhetett vissza a kolóniára, ami ekkora máig ismeretlen okok miatt eltűnt. Ezzel kapcsolatban rengeteg spekuláció született, ezeket régészeti és történelmi kutatások igyekszenek tisztázni. A Fort Raleigh nemzeti emlékhely látogatói a második legrégebb óta futó szabadtéri színházi előadás is megtekinthetik a témában, ennek címe Az elveszett telep. Ebben az egyik sejtést jelenítik meg a település eltűnéséről.
A sziget neve a három legrégebb óta fennmaradt név az Egyesült Államokban. A nevet 1584-ben adta a Sir Walter Rayleigh által küldött két kapitány: Philip Amadas és Arthur Barlowe.
Az amerikai polgárháború során újabb, az eredetinél népesebb kolónia létesült a szigeten. A viszonylagos szabadság miatt az uniós erők 1862-es győzelme után afroamerikai rabszolgák telepedtek le a szigeten. Őket, csempészárunak tekintve mindannyiukat, nem szolgáltatták vissza a konföderációs tulajdonosaiknak. Ehelyett egy társadalmi kísérlet alanyai lettek, amikor a hadsereg 1863-ban létrehozta a Roanoke-szigeti Felszabadítottak Telepét, ahol a volt rabszolgák közösségének megalkotását vizsgálták. Az amerikai törvényhozás ennek figyelembe vételével a rabszolgák jövőjével kapcsolatos tervezeteket dolgozott ki. A telep vezetőjévé Horace James káplánt nevezték ki, aki fűrészmalmot építtetett, valamint földet adott a felszabadultaknak megművelésre, ezzel ösztönözve őket az önellátásra. Emellett aki a hadsereg számára végzett munkát, fizetést is kapott. Emellett az Egyesült Államok Színesbőrű Hadteste a szigeten oktatói tevékenységet is végzett, mivel sokan jelentkeztek a seregtestbe a helyi telepesek közül.

### Földtani eredet és a prekolumbiánus kor

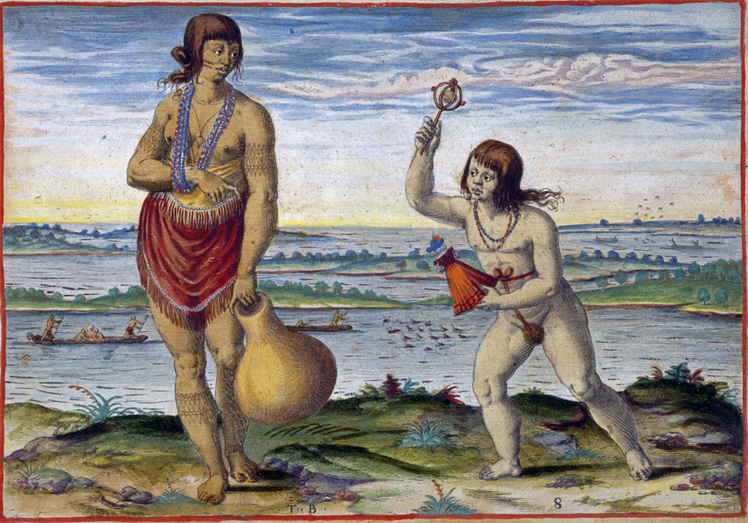
John White vízfestménye a roanoke törzs tagjairól

Az észak-karolina partvonal kezdetben az Outer Banks egy zátonyszigete volt. Előtte a partvonal mintegy 80 km-re kelet felé terjedt ki. Az északi féltekén a 14 000 évvel ezelőtt bekövetkezett olvadás a tengerszintet nagymértékben megemelte, így mintegy 6000 éve az Outer Banks és Roanoke szigete elnyerte mai formáját. Roanoke ebben az időben még egy homokdűne volt az atlanti partvonal felé fordulva.
A Tillett-lelőhelyen végzett régészeti kutatások szerint, Roanoke benépesülését i. e. 8000 környékére teszik. Az amerikai őslakosok ekkortájt léptek be az ősi korszakba, ebben az időben Roanoke még a szárazföld része volt. Évezredekig a Roanoke-szigeti őslakosok fejlődése együtt zajlott az észak-karolinai partmenti síkságon élő törzsekével.
I. sz. 400 körül a sziget környezete átalakult: Roanoke szigete végleg elszakadt a szárazföldtől, és a torkolatok brakkvizes lagúnákká alakultak. Nagyjából 460-tól 800-ig a Mount Pleasant-kultúra lakott a sziget déli részén, a mai Wanchese központjához közel. Ezután a települést a Colington-kultúra foglalta el, amely már a Roanoke törzs elődei volt. Velük találkoztak az európai felfedezők 1584-ben.
A tilletti-embereknek félszezonális életvitelük volt: kora tavasztól kora őszig laktak a településen, ezen időszakban halászattal foglalkoztak. Fő táplálékuk osztriga és kagyló volt, azok héjából hatalmas halmokat hagytak hátra. A nők eközben táplálékkiegészítőnek bogyókat és gyümölcsöket gyűjtöttek. Az indiánok pipáztak, valamint különféle magokat használtak gyógyításra. Négy temetkezési helyet is azonosítottak a kutatók, ahová különböző rangú indiánokat helyeztek örök nyugalomra. Hiedelmeik szerint a főrendűek (harcosok és királyok) tovább élnek a túlvilágon, míg a közemberek halandóak.
Az angol térképek és beszámolók más bennszülött településeket is valószínűsítenek a szigeten. Arthur Barlowe a sziget északi végén kilenc cédrusházból álló palánkos falut írt le. David Stick történélsz véleménye szerint ez a település főleg vadászaton és állattenyésztésen alapult. A roanoke-i falvak valószínűleg a szekotán főváros, Dasamonguepeuk adófizetői voltak. Ez a mai Dare megye szárazföldi részén terült el, a Croatan területen. Ebben az időben a roanoke törzs mintegy 5000-10 000 főt számlálhatott, akik a szekotánok kötelékébe tartoztak, királyuk 1584-ben Wingina volt.

### Az első telep
Roanoke szigetén alapították az első angol kolóniát az Újvilágban. Ezt a területet később az aktuális uralkodó, I. Erzsébet angol királynő tiszteletére Virginiának nevezték el.
Az 1584-ben partra szálló angolokat egy kroatán és egy roanoke törzsbeli őslakos kísérte el, őket Manteo és Wanchese néven illették. A két férfi a két első, előkelő vendégként Angliába látogató indiánként került be a történelemkönyvekbe. Mintegy egyéves angol tartózkodásukról Thomas Harriot így ír:
…sok dolgot mutattak nekünk… matematikai eszközöket, iránytűket… [és] rugós órákat, amik maguktól működtek – és sok más dolgunkat – mindez olyan furcsa volt számukra, olyannyira meghaladta értelmüket akár az elkészítésük is, hogy úgy vélték, inkább istenek, mint emberek művei.
Visszafelé útjukon a két őslakó tanúja lehetett a spanyol Nyugat-Indiák angol kalózok általi kifosztásának is.
Manteót olyannyira lenyűgözte a nyugati kultúra, hogy megtanult angolul, majd segített Harriotnak a kroatán nyelv fonetikus átírását megalkotni. Ezzel szemben Wanchese fogolynak érezte magát, majd hazatérve népét az angolokkal való szembenállásra buzdította. A két indián szerepe és angolokhoz való viszonyulása emlékét őrzi Roanoke két városa.
Először Ralph Lane tett kísérletet kolónia alapítására 1585-ben. Sir Richard Greenville telepeseket szállított Virginiába, majd hazatért ellátmányért. A telepeseknek, akik addig egy algonkin törzzsel ápoltak jó viszonyt, azonban sürgősen szükségük volt ellátmányra, ezért a késedelmeskedő Greenville-t nem bírták kivárni, és a szekotán törzsre támadtak. Ennek során megölték a törzsfőnököt, Winginát, valamint elvágták a kolóniát a táplálékforrástól.
Miután Sir Francis Drake megtámadta St. Augustine-t, a hazatérő kapitány megállt Roanoke közelében, majd a telepeseket hazaszállította. Az ellátmányokkal érkező Greenville így a kolóniát elhagyatottan találta. Az erőd őrzésére 15 katonáját otthagyta, őket a Wanchese által vezetett indiánok egy rajtaütés során megölték. Greenville egy Raleigh nevű bennszülöttel tért haza.

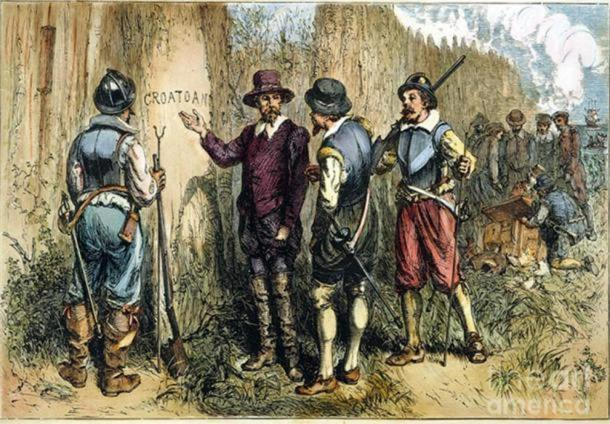
A felirat felfedezése John White vízfestményén. Croatan egy közeli az Outer Banks területen, azonban nem tudták egy közelgő hurrikán miatt felderíteni

A következő expedíciót John White vezette 1587-ben. Akkortájt a szekotán és roanoke törzsek ellenségesek voltak az angolokkal, de a kroatánok megmaradtak barátságosnak. Manteo megpróbálta a kroatán törzset az angolokkal szövetségbe vinni, és még azután is kitartott amellett, hogy az angolok tévedésből megölték az anyját, aki egyben a törzs főnöke is volt. Manteo később az anglikán vallást vette fel, megkeresztelkedett, így kinevezték a régió bennszülöttjeinek képviseletére. Ez azonban csak szimbolikus cím volt, mivel a krotánokon kívül minden más törzs ellenségesen viszonyult az angolokhoz. Ezután John White, elhagyta lányát, Eleanor Dare-t és unokáját, Virginia Dare-t, hogy készletekért az óhazába utazzon. Tervei szerint három hónapon belül tért volna vissza a telepre.
A terveket azonban felülírta a spanyol invázió, amelynek során az összes hajót elkobozták, hogy a La Manche-csatornát a spanyoloktól védhessék. Így White csak 1590-ben tudott visszatérni, amikor is a kolóniát elhagyatottan találta. Szintén eltűnt Wanchese és Manteo is, az egyetlen nyom egy "CROATOAN" véset volt egy oszlopon, valamint egy fában a "CRO" töredék.
 White a telepeseknek azt az utasítást adta, hogy ha el kell hagyniuk a kolóniát, úticéljukat faragják ki, veszély esetén máltai kereszttel kiegészítve.
A mai Hatteras-sziget neve eredetileg Croatoan volt, ahová White a rossz időjárási körülmények miatt nem jutott el. így visszatért Angliába, ahonnan többé nem utazott az Újvilágba. Nem tudván kideríteni, mi történt a telepesekkel, az elhagyott települést elhagyott kolónia néven kezdték emlegetni.
John Lawson 1709-ben még látta a telep maradványait, erről az Újabb utazás Karolinába című könyvében így ír:
Ennek az országnak a felfedezése és benépesítése néhány megbecsült úrnak köszönhető Sir Walter Raleigh vezetésével, Erzsébet királynő védelme alatt, amiért elnevezték a területet Virginiának, nevezett részén a Ronoak-szigetnek, ahol ma láthatók egy erőd romjai, valamint régi angol érmék találhatóak, emellett egy bronz puska, lőporos szaru, fedélzeti ágyú vasrudakból öntve és azokkal abroncsolva, miként azt abban a korban használták a friss telepek védelmére.
Ezen kívül Lawson azt állította, hogy a Hatteras-szigeteki bennszülöttek „fehér emberek” leszármazottai, és az európaiakra jellemző fizikai jellemzőket is felismerni vélt. Ezek utazása során más törzsek esetén nem fordultak elő:
Erről további megerősítést kaptunk a Hatteras indiánoktól, akik akkoriban gyakran jártak és telepedtek le a Roanoke-szigeten. Ők azt mesélték, hogy több ősük indián volt, és egy könyvben beszéltek el, mint mi. Ezt megerősíti, hogy többüknek szürke szeme van, ami máshol nem fordul elő. Nagyra tartják magukat az angolokkal való barátságuk okán, és barátságosan szolgálják ki őket. Feltehető, hogy a kapcsolat az anyaországtól kapott támogatás elmaradása miatt megszakadt, netán a bennszülöttek árulása okán, mivel észszerű, hogy az angolok kénytelenek voltak együtt élni velük, és alkalmazkodtak indián társaikhoz.
A telep 1587-es eltűnésétől az 1862. évi Roanoke-szigeti csatáig a sziget az időjárás és földrajzi adottságai miatt nagyrészt megközelíthetetlen volt. Az Outer Banks és a kontinentális talpazat homokzátonyai veszélyessé tették a szigetkörnyéki vizeket, a mély kikötőnek alkalmas területek hiánya pedig megakadályozta, hogy jelentős gyarmati központtá válhasson.

### Köztes évek
A roanoke-i kolónia eltűnése utáni hetven évben bennszülöttek laktak a szigeten. Írásos beszámolók szerint az utolsó őslakosok által hátrahagyott maradványok még sokáig láthatóak voltak. A Tillett-feltáráson találtak alapján a lakosság nagyjából 1650-ig kimutatható. Wanchese mellett a 20. század elején még volt egy 60 méter magas, 200 méter hosszú halom, mára ennek csak kevés nyoma maradt.
Az 1650-es kihalás jól egybeesik a póhatánok és a virginiai telepesek közötti utolsó háború 1646-os lezárultával. A kolonisták ekkor űzték ki a szekotánokat az Outer Banks régióból.
A túlélők délre menekülve megalapították a machapunga törzset, akik a tuscarora háborúkban az indián törzsek oldalán harcoltak. A háború végén a machapungák egy része Észak-Karolinában, Hyde megyében telepedett le, és felvette az angol szokásokat, másik részük észak felé menekülve az Irokéz konföderáció részévé vált. Az észak-karolinai leszármazottak az 1900-as évekig megtartották a törzs egyes szokásait, jelenleg az Inner Banks területen élnek.
A kroatoán törzs 1650 előtt áttelepült a Hatteras-szigetre, fenntartották a jó kapcsolatokat az angolokkal, és 1759-ben saját területhez jutottak. A törzs később egybeolvadt az angol telepesekkel. A szövetségi népszámlálás szerint 2000-ben 83 leszármazottja élt a roanoke és hatteras törzseknek Dare megyében. Ezenkívül laknak utódok New York, Maryland és Virginia államokban.

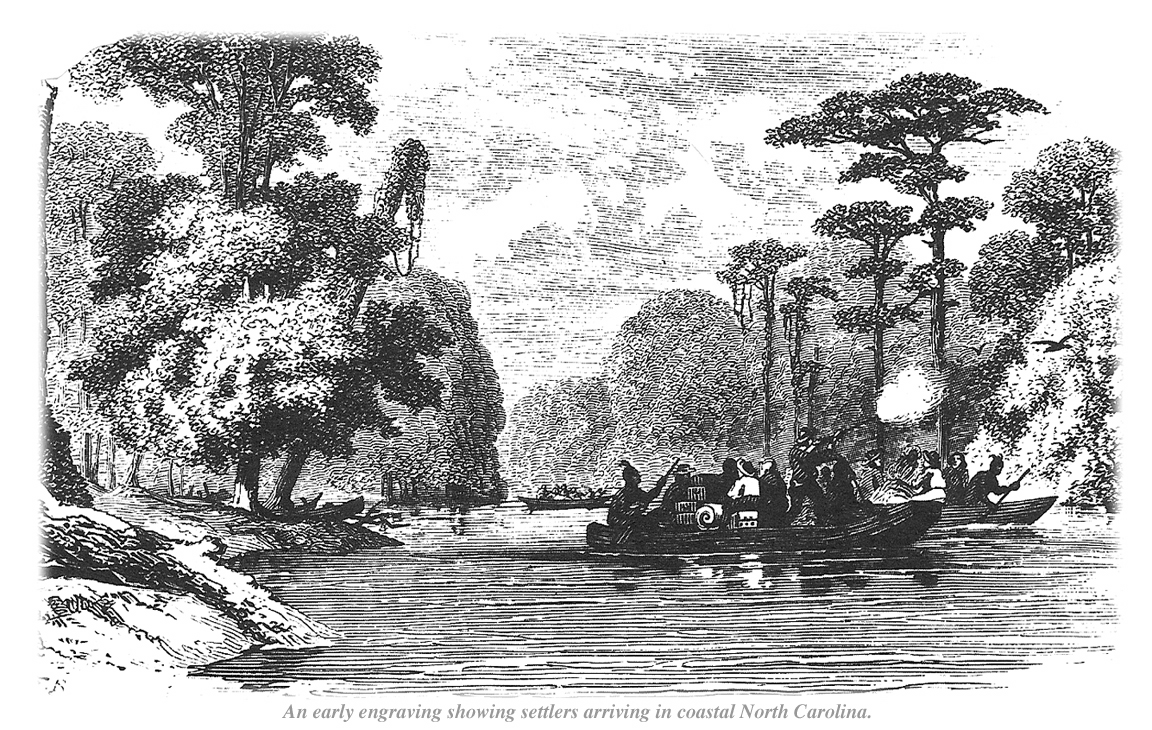
Telepesek érkeznek Észak-Karolinába (1713, fametszet)

Mivel a Roanoke-sziget szabaddá vált a letelepülésre, angolok költöztek Tidewaterből Albremarle területére. 1665-ben a karolinai szerződés megalapította a szigeten Carolina települést a Birtokos Urak vezetésével. Carolina eredeti nevén magába foglalta a mai Észak- és Dél-Karolina államokat. A korai angol városok közé tartozott Észak-Karolinában Elizabeth City és Edenton. A dél felé vonuló pionírok átkeltek Albremarle régión, így letelepedtek Roanoke-szigeten. Elsődlegesen halásztelepüléseket hoztak létre, de a sziget északi részén némi földművelő tevékenységet is folytattak. Többségük Dél-Angliából érkezett, Kent, Middlesex grófságokból és a nyugati megyékből. 1729-ben, amikor megalapították az Észak-Karolina Brit Királyi Tartományt, Roanoke Currituck megye része lett. A Birtokos Urak vezetése során Roanoke a korábbi Currituck plébániához tartozott. Ekkortájt érkeztek történelmi családok is, mint a Basnight, Tillets, Daniels, Owens vagy az Etheridge-ek.
Az eredeti Birtokos Urak, bár névleg a tulajdonuk volt a sziget, még akkor sem látogattak el oda, amikor az érkező angolok házakat kezdtek építeni. A sziget birtokosai a karolinai kormányzó, Sam'L Steven és a virginiai kormányzó, Joshua Lamb voltak. Lamb örökségként jutott a szigethez, amikor elvette Steven özvegyét. Az uradalmat aztán felosztották bostoni kereskedők között, így egy időben a Massachusetts Öböl Telepek része volt. Tartósan lakott épületeket már 1676-ból jeleztek, így elképzelhető, hogy az első állandó lakhelyek már az előtt megépültek. A tulajdonlás még 1750 után is fennállt.
A szigeten bejegyzett település 1899 előtt nem volt, ekkor alapították Manteo városát. A sziget maga alkalmatlan volt a mezőgazdaságra, és kikötője sem volt, így el volt szigetelve a szárazföldtől. Egyedül a közeli Mann's Harbor településen keresztül tartottak a telepesek kapcsolatot a szárazfölddel, azon keresztül haladt az áruforgalom is. Az angolok a teljes Tidewater régiót elkerülték, utakat sem építettek, ellentétben Észak-Karolina többi részével. A betelepülés nagyban függött a közeli Hatteras és Bodi szigetektől, ezen kívül a szigetet gyakran sújtották hurrikánok is.
A környéken az amerikai függetlenségi háború során nyolc feljegyzett ütközet zajlott le, Hatterason, Ocracoke-on és a nyílt tengeren. Ezeket helyi magánzók vívták a brit tengeri erők ellen. Utóbbiaknak kevés pihenőhelyük volt a partvonal ellenőrzése során. Maga a sziget azonban a háború nagy, véres szárazföldi csatáitól érintetlen maradt, a lakosságot kevéssé befolyásolták az események. 1776. augusztus 15-én a britek portyázni indultak a mai Nags Head területére, akiket a helyi függetlenségpárti erők feltartóztattak, és megöltek, vagy fogságba ejtettek. Ez a szigettől mintegy 5 km-re történt, és ez volt a szigethez legközelebbi esemény. Kisebb csatározások azonban egészen 1780-ig folytatódtak.
Harminc évvel később, 1812-ben a brit haditengerészet újabb inváziót tervezett az észak-karolinai Outer Banks területre, azonban ezt a Hatteras-szigeten le is fújták, miután semmi értékeset nem találtak, és inkább a Chesapeake-öböl irányában haladtak tovább. A sziget izoláltsága megmaradt még ötven évig, amikor az Amerikai Konföderációs Államok elkezdték a megerősítését a megszálló unionista sereg ellenében. Az Unió seregei a Hatteras-fok mellett elhaladva 1862-ben megtámadta a szigetet.

### A polgárháború során

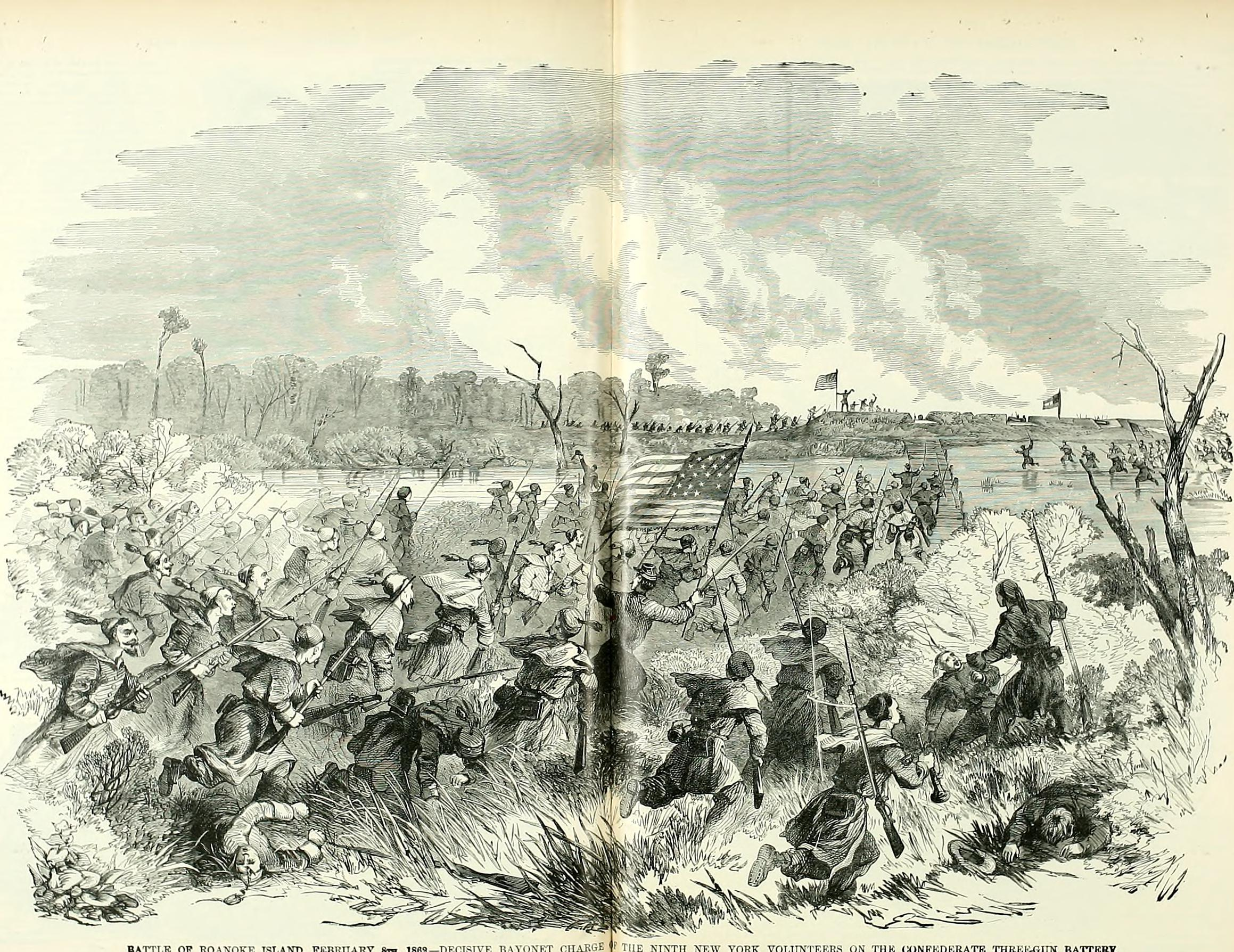
Katonák a polgárháborúnkban – A konfliktus képes története a dicsőséges katonákról ahogy felvázolta Forbes, Waud, és Taylor, (14576444137)

Az amerikai polgárháború során a konföderációs hadvezetés három erődöt építtetett a szigeten. Az észak-karolinai hadjárat során, 1862. február 7–8-án folyt le a roenoke-szigeti csata. A három erődöt, Hugert, Blachard-t és Bartow-t Ambrose Burnside dandártábornok tengeri deszantja elfoglalta ennek során, amiért Judah P. Benjamin konföderációs hadügyminiszter lemondott. Az erődöket az Unió átnevezte, rendre Fort Reno, Fort Parke és Fort Foster lett a nevük a csatában részt vevő tábornokok után. A szigetet az uniós erők a polgárháború végéig megtartották.
A szabadság reményében a szárazföldi és szigeti rabszolgák az Unió erőihez menekültek. 1863-ra számtalan volt rabszolga élt az uniós táborok mellett, őket a hadsereg lefoglalt csempészárunak tekintette, így nem szolgáltatta ki a déli rabszolgatartóknak. A felszabadítottak templomokat építettek, és egyfajta iskolaszerű oktatást indítottak. Ennek felügyeletére Horace Jamest a „négerügyek felügyelője az észak-karolinai körzetben” címmel látták el. Az ő felügyelete alá tartozott a Ternt River csempésztábor is. Feladata volt egy önfenntartó telep létrehozása Roanoke-szigeten, és úgy vélte, hogy egy új társadalmi modellt lehetne megalkotni, amiben a felszabadított afro-amerikaiak szabadságot élvezhetnének.
Az eredeti lakosság és a betelepülők kiszolgálása mellett a Roanoke Felszabadítottak Telepe menedéket is jelentett a besorozott férfiak családjának is. 1864-re több mint 2200 volt rabszolga élt a szigeten, nekik Horace James fűrészmalmot épített, halászatokat hozott létre, és háztartásonként földet adott. Ezentúl pénzt kaptak a seregnek végzett munkáikért, valamint a műalkotásaikat árusították. A szigetlakók tudásvágyának kielégítésére északról missziós tanárok, jórészt nők érkeztek, akiktől az írás és olvasás ismeretét sajátították el. A tanári közösség magja 6, a testület összesen 27 főből állt.
A telep és a seregtest fenntartása a túlnépesedés, a rossz köztisztaság és járványok, valamint a szegényes élelmiszerkészletek okán problémás lett. A talaj nem volt elégséges termőképességű a felszabadítottak szerint, hogy ellásson ennyi embert, ezért az uniós sereg 1865 végén, a háború lezárása után leszerelte a roenoke-szigeti erődöket. Andrew Johnson (amerikai elnök) amnesztiát hirdetett, melynek révén a konföderációs földbirtokosok a földtulajdonukat visszakaphatták. Ez a déli, mintegy 100 csempésztábort nagyban érintette, mivel jelentős részük ilyen területen volt. A roanoke-szigeti birtok is euroamerikai kézbe került, az ottani lakosok lehetőséget sem kaptak a megszerzésére. A felszabadítottak nagy része ezért elvándorolt, őket a hadsereg utaztatta azon városokba, ahol munkát kerestek. 1867-ben aztán a sereg is elhagyta a telepet. 1870-ben még nagyjából 300 volt rabszolga élt a szigeten, és leszármazottaik a mai napig megtalálhatóak itt.

### A polgárháború után: Dare megye központjaként
A polgárháború után a mai Dare megye területén Tyrell, Currituck és Hyde osztozott, ezek közül Roanoke Currituck birtoka volt.
1870-ben Dare megye függetlenedett a környező területektől, áprilisban pedig Roanoke Island városa elnyerte a megyeszékhelyi címet. Májusban a várost átkeresztelték Manteóra, és itt működött az első megyei szövetségi postahivatal. Ezzel Manteo előretolt állásból hatalmi központtá vált. A megye földterületei magába foglalták Roanoke szigetét, a Hatteras-szigetet, valamint a Hatteras-foktól északra fekvő partvidéket.
Felébredt a helyi történelem iránti érdeklődés is. Észak-Karolina állam védetté nyilvánította a Fort Raleigh területet, ahol az első angol partraszállás történt. Zebulon Vance szenátor 1886-ban emlékművet építtetett volna a szigeten, de a kongresszus ezt a közeli Plymouthra való összpontosításra hivatkozva elutasította.
Habár Manteo nem a legnagyobb város volt az új megyében, mégis aqz érdeklődés középpontjában állt. Buffalo City például akkortájt 3000 fő környékén állt, azonban ez a szám az 1930-as években lassan csökkenni kezdett. Habár Manteo új városnak számított, az alapjait a két évszázados földbirtokok adták. A szervezettsége gyorsan talajt adott a növekedésnek, a tengeri határain halászok és hajóácsok telepedtek meg, valamint élénk kereskedelem bontakozott ki a közeli psrti városokkal.
Manteo alvárosában öt történelmi emlékhely van, mindet a 20. század fordulója környékén építették. Abban az időben az építészetet az észak-amerikai Anna királynő stílusú építészet jellemezte, amiben a partvidéki építészet egyedi elemei tükröződtek. A korai közösségi életet a templomok határozták meg, ilyen például a Mount Olivet metodista és a Manteo baptista gyülekezet építményei. A városban épülő bíróság is a szervezett vezetést tette nyilvánvalóvá, így Manteo lett 1899-ben a megye egyetlen bejegyzett városa.
A turizmus élénkülésével a városi kulturális élet is megpezsdült, a város igazodott az új amerikai nemzeti kultúrához. 1917-ben megépült a Pioneer Theatre színház, ahol az ország minden részéből származó filmeket vetítenek, eközben megmaradt az amerikai kis színházak egyikeként. Eközben az önellátó közösség szépen lassan fogyasztói gazdasággá alakult át, így köszöntött be az első híd előestéje.

### Az első híd
A sziget közösségét átalakította az első híd, ami a keleti területeket csatolta Nags Headhez 1924-ben. A szigeteken eddig a vízi és lovas közlekedés volt a jellemző, de most megjelentek az autók is. A Baum híd volt harminc évig az egyetlen útvonal a szárazföld felé, ennek köszönhetően a sziget infrastruktúrája is felsőbb szintre lépett. Nagyjából ugyanekkor épült az NC345-ös út is, ami a Wanchese környéki mocsarakat és a sziget északi részét kötötte össze az automobilok számára járható módon. Északon az út végén kompkikötő hozott létre kapcsolatot a szárazföldi Manns Harbor kikötővel. 1934-ben az Észak-Karolinai Közlekedési Hatóság támogatást nyújtott a kompnak, aminek révén a jegyárak csökkentek, és létrejött a modern NC komprendszer.
Az északi Manteo mellett a délen fekvő Wanchese is átalakult a hídnak hála. Manteo egy kis kikötőből, ami a közeli Elizabeth Cityvel és Edentonnal állt kapcsolatban, most szélesebb közlekedésűvé lett, egészen Virginia Tidewater régiójáig. Ezzel párhuzamosan a kikötők lassan elsorvadtak, mivel az üzleti élet a híd irányába tevődött át. Az iparosodás először Wancheseben indult meg, amikor a Daniels család egy hal, garnéla és fésűkagyló-csomagoló üzemet létesített a megvásárolt Wanchese Fish Cooperation alapjaira 1936-ban.
Miközben a sziget bekapcsolódott a nemzeti gazdaságba, lecsapott a nagy gazdasági világválság. 1933-ban a következő csapás egy hurrikán volt, ami a Hatteras-sziget közelében ért partot, majd haladt tovább Új-Skócia irányában. Ennek során több mint ezer fő vesztette el a lakhelyét, és 24 haláleset történt. A manteoi vízpartot 1939-ben tűzvész pusztította el.
A krízisre válaszul a New Deal a szükséges munkaerőt vezette a szigetre, és kiemelte Roanoke szigetének fontosságát az Egyesült Államok történelmében. A szabadtéri színházban bemutatták az Elveszett telep címmel Paul Green darabját, amit maga Franklin D. Roosevelt elnök is megtekintett 1937-ben. A művet azóta is minden nyáron rendszeresen előadják. Az – itt az 1941-es a német hadüzenettel kezdődő – második világháború a szigetet közvetlenül is érintette.

### Örökség
- 2001-ben Dare megye márvány emlékművet állíttatott a felszabadított rabszolgáknak a Fort Raleigh nemzeti emlékhelyen.
- A Nemzeti Park szolgálat Nemzeti Metróhálózat a Szabadságért hálózat részeként említi.
- It télt és alkotott Andy Griffith.

## A "Mother Vine"
A világ legöregebb termő szőlőtőkéje valószínűleg a 400 éves Mother Vine scuppernong, ami Roanoke szigetén él. A scuppernong Észak-Karolina állami gyümölcse.

## Oktatás
A sziget a Dare megyei iskolahálózat része. A lakosság oktatását a Manteo általános iskola, a Manteo középiskola és a Manteo főiskola végzi.

## Múzeumok
- Fort Raleigh Nemzeti emlékhely
- Nemzeti Vadvilág Menedékhely
- Észak-Karolinai Tengerészeti múzeum
- Roanoke sziget akvárium
- Roanoke-szigeti Fesztivál Park
- Roanoke Lápi Világítótorony

## Fordítás
- Ez a szócikk részben vagy egészben  a   Roanoke Island című angol Wikipédia-szócikk ezen változatának fordításán alapul.  Az eredeti cikk szerkesztőit annak laptörténete sorolja fel. Ez a jelzés csupán a megfogalmazás eredetét és a szerzői jogokat jelzi, nem szolgál a cikkben szereplő információk forrásmegjelöléseként.